# Time SRL
Time Records Italy SRL, ou apenas Time SRL é uma gravadora italiana de house e dance music. pertencente à Time Group, fundada em 1992 por Giacomo Maiolini.

## Artistas da Time SRL
- Erika (Time/Spy)
- Magic Box (Time/Spy)
- Neja
- U.S.U.R.A.